# Kościół św. Stanisława w Kobylinie
Kościół Świętego Stanisława w Kobylinie – rzymskokatolicki kościół parafialny w mieście Kobylin. Należy do dekanatu Krotoszyn. Mieści się przy ulicy Kościelnej.

## Architektura
Jest to budowla jednonawowa, orientowana, z nieco węższym i niższym prezbiterium zamkniętym wielobocznie. Od strony południowej przylega do świątyni barokowa kaplica, wybudowana na planie ośmiokąta i pokryta kopułą, z datą 1701. Zewnętrzne elewacje kaplicy podzielone są pilastrami, na zewnątrz – naroża opasane pilastrami przełamanymi.

## Historia i wyposażenie
Pierwotnie była to budowla późnogotycka z lat 1512–1518, od końca szesnastego do osiemnastego stulecia, kilkakrotnie była rozbudowywana i przebudowywana. Zniszczona w 1707 roku przez pożar została w XVIII wieku odbudowana w stylu barokowym. W kościele znajduje się renesansowy Tryptyk kobyliński z około 1517 roku wykonany temperą na drewnie, ukazujący zabójstwo św. Stanisława, ufundowany przez Jana Konarskiego, biskupa krakowskiego, mecenasa sztuki, którego nagrobek w kształcie rycerza w zbroi w pozycji leżącej mieści się w kruchcie. Świątynia posiada również dwa boczne barokowe ołtarze wykonane około roku 1700, barokowa ambona z końca XVII wieku, chrzcielnica renesansowa z 1518 i barokowa z XVII/XVIII wieku.